# Čechy 10 (volební obvod Říšské rady)
Čechy 10 byl volební obvod pro volby do Poslanecké sněmovny Říšské rady. Volili v něm mužští občané východní části města Královské Vinohrady, které tehdy ještě nebylo součástí Prahy. Volební obvod byl zřízen se zavedením všeobecného volebního práva v Předlitavsku v roce 1907 a zanikl s rozpadem Rakouska-Uherska roku 1918.
Obvod je známý satirickou kandidaturou spisovatele Jaroslava Haška za Stranu mírného pokroku v mezích zákona v roce 1911. V témže roce zde kandidoval také spisovatel Viktor Dyk.

## Vymezení obvodu
Obvod byl ohraničen Žižkovou ulicí, Divišovou ulicí (dnes obě tvoří Italskou ulici), Purkyňovým náměstím (dnešní Náměstí Míru), Palackého třídou (dnešní Francouzská), Ruskou třídou a severovýchodní hranicí Vinohrad. Zbylá část obce tvořila obvod Čechy 11.

## Charakteristika obvodu
| Rok          | 1907  | 1911  |
| ------------ | ----- | ----- |
| Počet voličů | 5 314 | 7 937 |

Volební obvod vznikl přeskupením obvodů, které v původním volebním systému náležely do kurie měst a průmyslových míst. Přestože již tedy volební právo nebylo omezeno daňovým cenzem, města stále volila odděleně od svého venkovského okolí.
Etnicky s jednalo o obvod s velkou českou většinou, zisky německých kandidátů zhruba odpovídaly zastoupení německých obyvatel na Vinohradech (tj. cca. 10 %). Politicky zde byla silná pravicová Národní strana svobodomyslná a levicově-nacionalistická Česká strana národně sociální. Výsledky sociálních demokratů nepřekročily hranici dvaceti procent hlasů.

## Poslanci
| Poslanec | Poslanec    | Strana    | Volby      |
| -------- | ----------- | --------- | ---------- |
|          | Josef Fořt  | mladočeši | 1907       |
|          | Václav Choc | ČSNS      | 1907 dopl. |
| 1911     | Václav Choc | ČSNS      |            |

## Volby

### Volby 1907
Volby v roce 1907 byly první konané podle všeobecného volebního práva pro všechny muže. Mladočeská a staročeská strana vyslala do voleb mladočecha Josefa Fořta, který byl od roku 1906 ministrem obchodu Předlitavska. Spojené mladé strany státoprávní podpořily předsedu národně sociální strany Václava Klofáče. Za sociální demokracii kandidoval redaktor Josef Skalák. Katolická organizace na Vinohradech nominovala svého předsedu Jana Skokana. Dále se voleb zúčastnili němečtí sčítací kandidáti Alexander Richter za německou pokrokovou stranu a Rafael Pacher za německé lidovce.
Vítězný kandidát Fořt nicméně vyhrál i v obvodu 28 – Kolín a na vinohradský mandát rezignoval; v září 1907 se tedy konala doplňovací volba.
| Parlamentní volby 1907 |                                |                                |             |             |             |            |            |            |
| Kandidát               | Kandidát                       | Strana                         | První volba | První volba | První volba | Užší volba | Užší volba | Užší volba |
| Kandidát               | Kandidát                       | Strana                         | Hlasy       | %           | ±%          | Hlasy      | %          | ±%         |
|                        | Josef Fořt                     | Mladočeši                      | 1 669       | 38,9        |             | 2 141      | 60,5       |            |
|                        | Václav Klofáč                  | Národní sociálové              | 1 256       | 29,3        |             | 1 399      | 39,5       |            |
|                        | Josef Skalák                   | Sociální demokraté             | 807         | 18,8        |             |            |            |            |
|                        | Alexander Richter              | Němečtí liberálové             | 375         | 8,7         |             |            |            |            |
|                        | Rafael Pacher                  | Němečtí lidovci                | 113         | 2,6         |             |            |            |            |
|                        | Jan Skokan                     | Spojení katolíci               | 40          | 0,9         |             |            |            |            |
|                        | roztříštěné hlasy              | roztříštěné hlasy              | 33          | 0,8         |             |            |            |            |
| neplatné hlasy         | neplatné hlasy                 | neplatné hlasy                 | 13          | 0,3         |             | 13         | 0,4        |            |
| Celkem/účast           | Celkem/účast                   | Celkem/účast                   | 4 306       | 81,0        |             | 3 553      | 66,9       |            |
|                        | Mladočeši získali (nový obvod) | Mladočeši získali (nový obvod) | ±           |             |             |            |            |            |

### Doplňovací volby 1907
Po rezignaci zvoleného poslance Josefa Fořta nominovali mladočeši podnikatele Václava Karbuse. Za národně sociální stranu kandidoval právník Václav Choc a za sociální demokraty opět redaktor Josef Skalák.
| Doplňovací parlamentní volby 1907 |                                         |                                         |             |             |             |            |            |            |
| Kandidát                          | Kandidát                                | Strana                                  | První volba | První volba | První volba | Užší volba | Užší volba | Užší volba |
| Kandidát                          | Kandidát                                | Strana                                  | Hlasy       | %           | ±%          | Hlasy      | %          | ±%         |
|                                   | Václav Choc                             | Národní sociálové                       | 1 433       | 46,4        | +17,1       | 1 844      | 54,7       | +15,2      |
|                                   | Václav Karbus                           | Mladočeši                               | 1 105       | 35,8        | -3,1        | 1 530      | 45,3       | -15,2      |
|                                   | Josef Skalák                            | Sociální demokraté                      | 544         | 17,6        | -1,2        |            |            |            |
|                                   | roztříštěné hlasy                       | roztříštěné hlasy                       | 8           | 0,3         | -0,5        |            |            |            |
| neplatné hlasy                    | neplatné hlasy                          | neplatné hlasy                          | 19          | 0,6         |             | 13         | 0,4        |            |
| Celkem/účast                      | Celkem/účast                            | Celkem/účast                            | 3 109       | 58,6        | -22,4       | 3 387      | 63,8       | -3,1       |
|                                   | Národní sociálové získali od mladočechů | Národní sociálové získali od mladočechů | ±           |             |             |            |            |            |

### Volby 1911

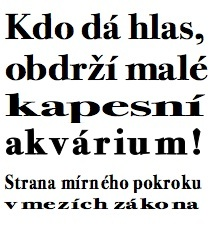
Volební plakát Strany mírného pokroku v mezích zákona

Roku 1911 poslanec Choc obhajoval mandát jako „národní kandidát“, tj. společný kandidát Národní strany svobodomyslné, Národní strany a České strany národně sociální. Proti němu se postavili redaktor Emanuel Škatula za sociální demokraty, spisovatel Viktor Dyk za Státoprávní pokrokovou stranu, knihtiskař Josef Vítek za křesťansko-sociální stranu a kandidát Německé pokrokové strany Alexander Richter.
Kromě těchto oficiálních kandidátů se voleb zúčastnila ještě recesistická Strany mírného pokroku v mezích zákona, která vedla satirickou kampaň za volbu spisovatele Jaroslava Haška. Kampaň probíhala plakáty a voličskými schůzemi ve vinohradských hospodách a parodovala dobová demagogická hesla. Podle výsledku volby bylo 15 hlasů roztříštěných, tj. byla na nich napsána jména různých kandidátů, kteří kandidaturu oficiálně neohlásili. Na kolika z nich ale bylo Haškovo jméno nelze zjistit.
| Parlamentní volby 1911 |                            |                            |             |             |             |
| Kandidát               | Kandidát                   | Strana                     | První volba | První volba | První volba |
| Kandidát               | Kandidát                   | Strana                     | Hlasy       | %           | ±%          |
|                        | Václav Choc                | Národní sociálové          | 3 215       | 64,9        | +18,5       |
|                        | Emanuel Škatula            | Sociální demokraté         | 917         | 18,5        | +0,9        |
|                        | Alexander Richter          | Němečtí liberálové         | 474         | 9,6         | +0,9        |
|                        | Viktor Dyk                 | Státoprávní pokrokáři      | 205         | 4,1         |             |
|                        | Josef Vítek                | Křesťanští sociálové       | 126         | 2,5         | +1,6        |
|                        | roztříštěné hlasy          | roztříštěné hlasy          | 15          | 0,3         | ±0,0        |
| neplatné hlasy         | neplatné hlasy             | neplatné hlasy             | 20          | 0,4         |             |
| Celkem/účast           | Celkem/účast               | Celkem/účast               | 4 972       | 62,6        | +4,0        |
|                        | Národní sociálové obhájili | Národní sociálové obhájili | ±           |             |             |